# Hluhiveț, Mîkolaiiv
Hluhiveț (în ucraineană Глухівець) este un sat în comuna Brodkî din raionul Mîkolaiiv, regiunea Liov, Ucraina.

## Demografie
Componența lingvistică a localității Hluhiveț
     Ucraineană (100%)
Conform recensământului din 2001, toată populația localității Hluhiveț era vorbitoare de ucraineană (100%).